# 25. komunikacijska brigada (zračnoprevozna)
25. komunikacijska brigada (zračnoprevozna) (izvirno angleško 25th Signal Brigade) je bila komunikacijska brigada Kopenske vojske Združenih držav Amerike.